# إدوارد وليامز (لاعب كريكت)
إدوارد وليامز (15 سبتمبر 1925 في المملكة المتحدة - 24 ديسمبر 2013 بتشستر في المملكة المتحدة) (بالإنجليزية: Edward Williams)‏ هو لاعب كريكت بريطاني وبريطاني (وحمل سابقاً جنسية المملكة المتحدة لبريطانيا العظمى وأيرلندا). لعب مع نادي مقاطعة ليسترشاير للكريكت ‏.

## وصلات خارجية
- إدوارد وليامز على موقع إي آس بي آن كريك إنفو (الإنجليزية)